# Патара Інчхурі
Патара Інчхурі (груз. პატარა ინჩხური) — село в Грузії.
За даними перепису населення 2014 року в селі проживає 295 особи.